# Реполово
Репо́лово (рос. Реполово) — село у складі Ханти-Мансійського району Ханти-Мансійського автономного округу Тюменської області, Росія. Входить до складу Сибірського сільського поселення.
Населення — 405 осіб (2010, 198 у 2002).
Національний склад станом на 2002 рік: росіяни — 90 %.